# Romanesco

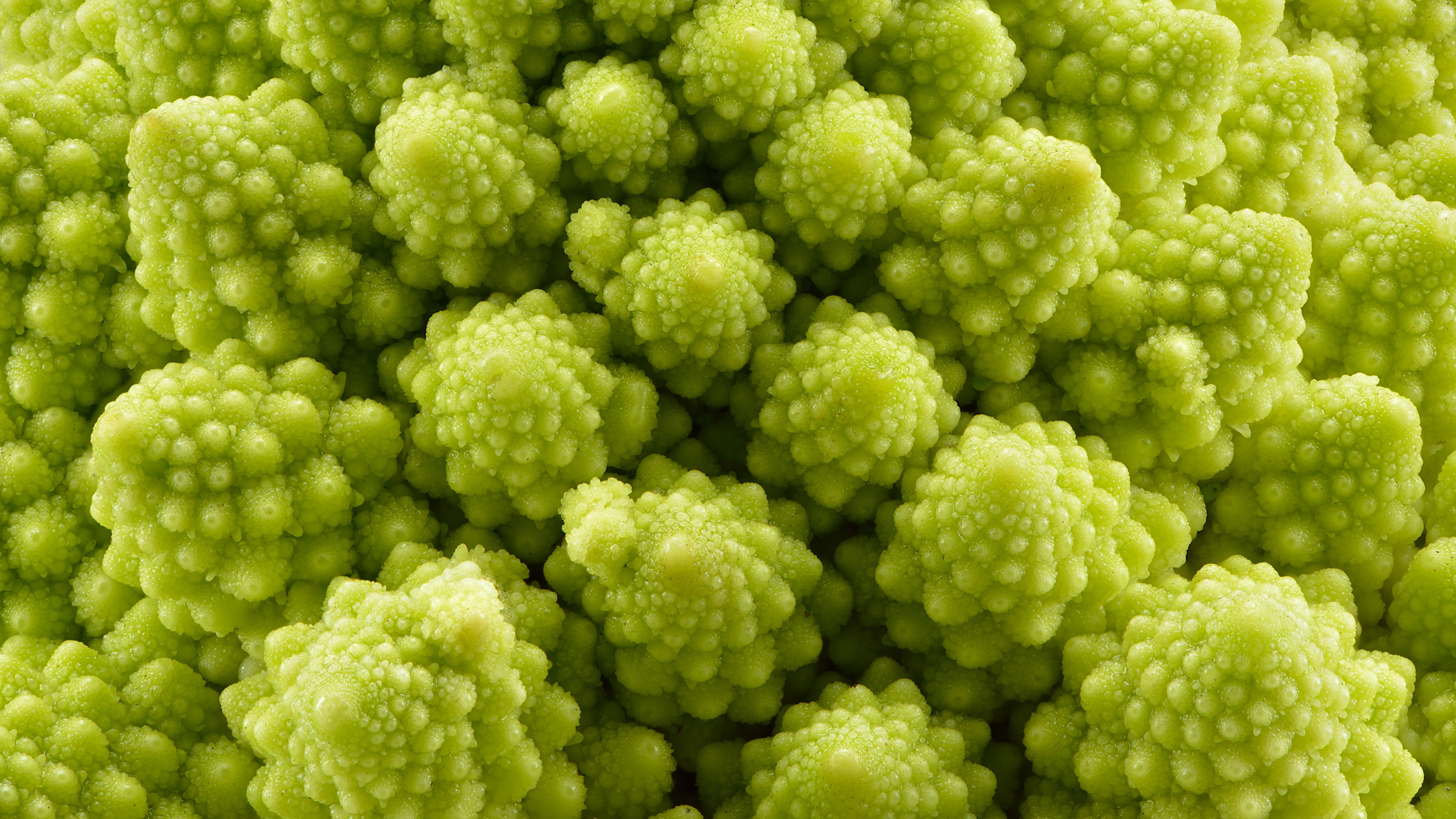

El romanesco és una planta comestible de l'espècie de la col. Es tracta d'un híbrid entre el bròquil (Brassica oleracea var botrytis) i el bròcoli (Brassica oleracea var italica).

## Història
El romanesco apareix documentat primer a Itàlia (com a broccolo romanesco) al segle xvi. Tant el conreu com el consum s'han estès molt recentment a tot el món.

## Descripció
Sembla una coliflor, però de color verd brillant i amb els meristemes de la inflorescència que adopten la forma d'una espiral logarítmica. És un clar exemple de geometria fractal que podem trobar a la natura.

## Consum
Mentre que a Itàlia hi ha moltes receptes per a aquesta hortalissa, a la resta del món s'acostuma a cuinar igual que qualsevol bròcoli o bròquil. En tenir una textura més suau que les coliflors, el romanesco és ideal per menjar-se'l també cru en amanida.